# Relacje chińsko-rosyjskie
Relacje chińsko-rosyjskie – termin odnoszący się do relacji międzynarodowych pomiędzy Chińską Republiką Ludową a Federacją Rosyjską.

## Zarys historyczny
Chiny po raz pierwszy usłyszały o Rosji w XIII w. Mongołowie, którzy wówczas zaatakowali Ruś, sprowadzili rosyjskich jeńców do Pekinu – ówczesnej stolicy dynastii Yuan (1271-1368). Pierwsza informacja o Chinach zaś dotarła do Rosji poprzez brytyjskich handlarzy, którzy chcieli odnaleźć krótszą trasę do Państwa Środka. Ciekawość o bogactwach oraz presja ze strony brytyjskiej przyczyniła się do organizacji misji na Wschód do Chin, której przewodniczył Ivan Petlin w 1618 roku. Należy dodać, że misja ta miała charakter nie tyle dyplomatyczny, co wywiadowczy i trwała rok.
9 maja 1618 roku Petlin i jego towarzysz – Andrei Mundov – wyruszyli z miejscowości Tomsk, przechodząc przez południową Syberię (Góry Abakańskie) oraz tereny obecnej Tuwy do wschodniej części Mongolii. Po przejściu Wielkiego Muru dotarli do Pekinu. W sierpniu, jednakże, nie mogli powitać cesarza Wanli z powodu braku odpowiedniego trybutu. Przed listopadem 1619 roku delegacja wyruszyła w podróż powrotną do Rosji, niosąc ze sobą list po chińsku (który zapraszał rządzących z Rosji do otwartej wymiany dóbr z Państwem Środka). Nikt nie był w stanie rozszyfrować wiadomości do 1675 roku, z powodu braku znajomości języka chińskiego.
W drugiej połowie XVII w. miało miejsce pierwsze podejście dyplomatyczne między Rosją a Chinami, kiedy ambasadorem Rosji w Chinach był Fyodor Isakovich Baykov (1612-1663). Nie udało mu się osiągnąć sukcesu i zbliżyć obydwu stron, a powodem tego była różnica w rozumieniu pozycji Chin na tle świata i ich relacji z innymi krajami. Państwo Środka definiowało siebie wówczas za pomocą sinocentrycznego systemu Waifan, czyli ideologii uznającej Chiny za centrum świata. Baykov został odesłany z dworu cesarza z powodu odmowy ukłonienia się przed nim (czyli tzw. ceremonii koutou). Rosja bowiem w tamtym czasie podtrzymywała europejską tradycję w kwestii utrzymywania relacji z innymi państwami, czyli traktowała je na równi ze sobą. W ostatecznej ocenie sądu z okresu dynastii Qinq, Baykov „nie zwrócił się ku cywilizacji”, a jego dyplomacja została oceniona jako całkowita porażka.
Relacje handlowe w XVII w. przebiegały sukcesywnie, a obecność rosyjskich handlarzy przy dorzeczu rzeki Amur nie przeszkadzała chińskiemu dworowi cesarskiemu. Po 1670 roku sytuacja ta uległa zmianie, gdy Mandżurom z dynastii Qing nie udało się zidentyfikować kozaków, którzy przybyli do Chin z misją z Moskwy. Kiedy okazało się, że przybyli oni z ramienia cesarza rosyjskiego (wydarzenie to miało miejsce mniej więcej w czasie, gdy polski zesłaniec, Nicefor Czernichowski, na ziemiach spornych między Chinami a Rosją w forcie rosyjskim Ałbazin utworzył osadę Jaxa i ostatecznie przejął poddaństwo rosyjskie.) ucięto wymianę dóbr i współpracę handlową. Rosja próbowała podjąć dyplomatyczny dialog z dworem dynastii Qing, jednakże bezskutecznie. Strona chińska stawiała duże warunki, w tym całkowite wycofanie się z Ałbazin i terenów górnego Amuru. Po nieudanych negocjacjach konflikt rozegrała wojna w 1685, która zakończyła się wygraną Pekinu w 1689 w Nerczyńsku. Podpisano traktat, który traktował obydwie strony konfliktu na równi (co jest w ocenie ekspertów pierwszą sytuacją, gdy Pekin potraktował drugą stolicę równo ze sobą), oraz ostatecznie dorzecze Amuru pozostało w rękach mandżurskiej dynastii Qing, a osada Jaxa (Ałbazin) Rosja musiała całkowicie oddać stronie chińskiej. Zatrzymała ona jednak tereny Bajkału i Morza Ochockiego. W zamian za swoje ustępstwo, utrzymała też komercyjne uprzywilejowania, które sukcesywnie wykorzystała. To porozumienie stanowiło przykład przymuszonego kompromisu na chińskich zasadach.
Traktat z Nerczyńska, z późniejszymi modyfikacjami w Kiachcie (1727) zapoczątkował tak zwany „porządek Nerczyński”, czy też System Porozumienia Kiachty/Nerczyńska, czyli specyficzny model relacji chińsko-rosyjskich. Głównym założeniem systemu jest to, że Rosja w zamian za wymianę dobrami i handel z Chinami idzie na ustępstwa, i w sprzeczności z europejską tradycją, akceptuje nadrzędność Państwa Środka. Z małymi poprawkami w 1768 i 1792 roku, traktat z Nerczyńska (aktualizowany w Kiachcie) przetrwał do XIX w. regulując relacje rosyjsko-chińskie. Powodem dla sukcesu w relacjach była – jak twierdzi Mark Mancall – neutralność kulturowa. Oznacza to, że dla delegacji z Rosji (ale też Holandii czy Portugalii), chiński zwyczaj oddawania pokłonu cesarzowi (kowtow) nie było niczym, jak tylko poszanowaniem prawa naturalnego i godności cesarza na jego ziemi. Obecnie, podobne podejście jest definiowane jako kultura polityczna, której zasady warto przestrzegać, jeśli chce się nawiązać i utrzymać pozytywne relacje z krajem goszczącym. Innym powodem sukcesu relacji, także według Marka Mancalla, były tak zwane „neutralne instytucje”, które były utworzone na podstawie systemu traktatu. Mogły one być wdrożone w strukturę założeń obydwu społeczeństw, bez naruszania przywilejów i czułych punktów każdego z nich.
Upadek podtrzymywanych relacji miał miejsce w połowie XIX w., w związku z pozytywistyczną rewolucją intelektualną oraz pojawieniem się konceptu „rodziny narodów”. Zgodnie z nim, „rodzinę” mogły tworzyć tylko te kraje, które podtrzymywały praktyki legislacyjne, podtrzymywane zgodnie z myślą europejską.

### Relacje Chin i ZSRR
Za czasów Zimnej Wojny, Państwo Środka i ZSRR były względem siebie wrogo nastawione, a wydarzenie to ma nazwę „rozłamu radziecko-chińskiego” (początek lat 60. XX wieku). Główną przyczyną konfliktu był rozłam między maoistowską a sowiecką wizją postulatów politycznych oraz stwierdzenie radzieckiej strony, że chińscy komuniści usiłują narzucić ruchowi komunistycznemu swój własny punkt widzenia (krytyka przez Chiny radzieckiej koncepcji „pokojowego współistnienia”).
W tamtym czasie także istniało duże zagrożenie wybuchu wojny, jednakże wrogość zaczęła powoli zanikać wraz ze śmiercią lidera chińskiej partii komunistycznej – Mao Zedonga w 1976 r. Do upadku Związku radzieckiego w 1991 r., relacje obydwu państw były podtrzymywane na mało rozbudowanym poziomie.

## Relacje pomiędzy Chińską Republiką Ludową a Federacją Rosyjską
Po rozpadzie ZSRR (1988-1991) dialog między obydwoma państwami polepszył się. Cytując amerykańskiego badacza nauk politycznych, Josepha Nye:
Sojusz Amerykańsko-Chiński zakończył się razem z upadkiem ZSRR, rozpoczynając ocieplenie i zbliżenie Chin do Rosji. W 1992 roku obydwa kraje zadeklarowały o budowie „konstruktywnego partnerstwa”; w 1996 roku przeszły do „strategicznego partnerstwa”;
w 2001 roku podpisano traktat o wspólnej „przyjaźni i współpracy”.
Obydwa kraje dzielą wspólną granicę, która została wyznaczona w 1991 roku, a w czerwcu 2001 roku zawarły traktat o Przyjaznych Liniach Sąsiedzkich i Przyjaznej Współpracy (Treaty of Good-Nieghborliness and Friendly Cooperation). Traktat ten odnowiono w czerwcu 2021 roku na kolejne 5 lat. W przeddzień wizyty Xi Jinpinga do Rosji, prezydent Władimir Putin ogłosił, że zarówno jedno państwo, jak i drugie podtrzymują specjalną relację. Rosja i Chiny wspierają się w zakresie sił militarnych, gospodarki, polityki, podkreślając swoją współpracę na arenie międzynarodowej. Pośród opinii ekspertów nie brakuje jednakże wątpliwości, mianowicie, czy partnerstwo bilateralne stanowi o sojuszu.
Położenie geograficzne Rosji dyktuje jej obecność w Azji oraz bycie częścią tego, co się w niej dzieje. To, w jaki sposób Rosja rozumie tenże region jest wąski, np. „Azja-Pacyfik plus Indie”, które są rozumiane jako Wschód. Tego typu podejście wyklucza Azję Centralną i Bliski Wschód, które w rosyjskiej perspektywie są pojmowane jako „południe”.
Okres prezydentury Borisa Jelcyna stanowił zwrot w relacjach. „Chińska karta” stała się priorytetem dla polityki Kremla, pomijając jednakże istotną część, jaką powinien być element współpracy z Państwem Środka. Balansowanie pomiędzy Chinami a USA okazało się jednak mało skuteczną polityką. Rosja jawiła się jako słabszy partner, który nieudolnie mierzył siły na zamiary.
Strategiczne działanie względem Pekinu miało wpłynąć na wzrost zainteresowania krajów zachodu na działania Moskwy. 23 grudnia, 1992 Jelcyn odbył swoją pierwszą wizytę do Chin. W grudniu 1996, na koniec wizyty chińskiego premiera Li Penga w Moskwie, ogłoszony został plan na budowanie „równego i wiarygodnego partnerstwa”. Decyzja ta zmieniła sposób postrzegania USA w kontekście relacji rosyjsko-chińskich, bowiem stały się one konkurencją na światowej scenie politycznej. W roku 2001 traktat o Przyjaznych Liniach Sąsiedzkich i Przyjaznej Współpracy (Treaty of Good-Nieghborliness and Friendly Cooperation) znacznie umocnił relacje między Rosją a Chinami. Podpisany on został na okres 20 lat, i traktował o strategicznym wsparciu gospodarczym oraz militarnym. Na miesiąc przed podpisaniem traktatu, dwa mocarstwa zaprosiły też inne kraje partnerskie (Kazachstan, Kirgistan, Tadżykistan i Uzbekistan) do Szanghajskiej Organizacji Współpracy. Chiny są głównym nabywcą rosyjskiego wyposażenia wojskowego, co miało duży wpływ na modernizację Chińskiej Armii Ludowo-Wyzwoleńczej. Chiny są także głównym podmiotem czerpiącym korzyści z eksportowanej ropy naftowej z Rosji do innych rynków krajów Azji-Pacyfiku (Eastern Siberia-Pacific Ocean oil pipeline, ESPO pipeline).

### Współczesny charakter relacji
Obydwa te kraje na różnych szczeblach zmagają się z głównym rywalem – Stanami Zjednoczonymi. Relacje opierają się nie na wspólnej, strategicznej wizji, ale na wspólnych interesach, zarówno politycznych, jak i ekonomicznych. Kontrolowanie przez Pekin Morza Południowochińskiego, polityka handlowa i technologiczna stanowi główny podmiot sporu z Waszyngtonem. Roszczenia Rosji co do Krymu także były wielokrotnie sankcjonowane przez Stany Zjednoczone oraz Europę. Rosja i Chiny jednakże posiadają wzajemnie odmienne poglądy, na kwestie dotyczące spraw polityki zewnętrznej. Chiny nie uznają aneksji Krymu przez Rosję, a Rosja ma neutralne stanowisko co do roszczeń Chin na Morzu Południowochińskim. Warto jednakże podkreślić, że od późnych lat pięćdziesiątych XX w., obydwa kraje posiadają obecnie najlepszą relację. Pomimo braku oficjalnego sojuszu, państwa te zgadzają się co do sposobu postrzegania Stanów Zjednoczonych, na podstawie czego budują swój dialog dyplomatyczny i gospodarczy.
Relacje gospodarcze między Rosją a Chinami posiadają zróżnicowane trendy. Handel między dwoma krajami sięgał wartości od ok. 5 miliardów dolarów do 8 miliardów dolarów w latach 90. dwudziestego wieku. Lata 2015–2016 stanowiły regres, gdzie wartość z handlu wynosiła 60 miliardów dolarów. W 2017 roku odnotowano rozwój wymiany gospodarczej, w efekcie czego do 2024 r. przychód z handlu może wynieść nawet 200 miliardów dolarów.